# Estúdio Gracinha
O Estúdio Gracinha é uma produtora brasileira de filmes, séries, curtas e outros conteúdos audiovisuais.  A empresa existe desde o fim de 2023, fundada por Felipe Simas (empresário) e Manu Gavassi com sede em São Paulo, e trabalha tanto com distribuidoras de filmes para salas de cinema como grandes players de streaming. 

## Produções
2023
Estreando o projeto, Manu anunciou em 12 de dezembro seu novo trabalho artístico, o enigmático trailer anunciava que contaria com três músicas e quatro curta-metragens. 
- Programa de Proteção à Carreira Artística (Curta-metragem) [6]
- Pronta Pra Desagradar
- Sexo, Poder e Arte [7]

Em desenvolvimento
- Ninguém Pode com Nara Leão [8]
- Os Coadjuvantes [9]